# Wahlkreis Vulkaneifel
Der Wahlkreis Vulkaneifel (Wahlkreis 20) ist ein Landtagswahlkreis in Rheinland-Pfalz. Bis zur Landtagswahl 2006 trug er noch den Namen Wahlkreis Daun. Mit dem neuen Namen trägt man der Umbenennung des Landkreises Daun zum 1. Januar 2007 in Landkreis Vulkaneifel Rechnung, mit dem der Wahlkreis deckungsgleich ist.

## Wahl 2021
Für die Landtagswahl 2021 traten folgende Kandidaten an:
| Direktkandidaten        | Partei           | Wahlkreisstimmen in % | Landesstimmen in % |
| ----------------------- | ---------------- | --------------------- | ------------------ |
| Astrid Schmitt          | SPD              | 33,3                  | 34,7               |
| Gordon Schnieder        | CDU              | 37,9                  | 33,2               |
| Beate Härig-Dickersbach | AfD              | 05,6                  | 06,0               |
| Marco Weber             | FDP              | 08,4                  | 06,4               |
| –                       | Grüne            | –                     | 06,2               |
| Hildegard Slabik-Münter | Die Linke        | 04,6                  | 02,5               |
| Jochen Kracht           | Freie Wähler     | 08,1                  | 06,9               |
| –                       | Piraten          | –                     | 00,4               |
| Clemens Ruhl            | ÖDP              | 02,1                  | 00,9               |
| –                       | Klimaliste       | –                     | 00,3               |
| –                       | Die PARTEI       | –                     | 00,7               |
| –                       | Tierschutzpartei | –                     | 1,3                |
| –                       | Volt             | –                     | 00,6               |

## Wahl 2016
Die Ergebnisse der Wahl zum 17. Landtag Rheinland-Pfalz vom 13. März 2016:
| Direktkandidaten                  | Partei    | Wahlkreisstimmen | Landesstimmen |
| --------------------------------- | --------- | ---------------- | ------------- |
| Astrid Schmitt                    | SPD       | 30,2 %           | 31,0 %        |
| Gordon Schnieder                  | CDU       | 42,9 %           | 42 %          |
| Dietmar Johnen                    | GRÜNE     | 4,9 %            | 4,3 %         |
| Marco Weber                       | FDP       | 7,7 %            | 6,7 %         |
| Hildegard Slabik-Münter           | DIE LINKE | 4,1 %            | 2,8 %         |
| Michael Kneißl                    | ÖDP       | 1,1 %            | 0,7 %         |
| Peter Mäurer                      | AfD       | 9,1 %            | 9,4 %         |
| –                                 | Sonstige  | –                | 3,1 %         |
| Wahlberechtigte: 48.220 Einwohner |           |                  |               |
| Wahlbeteiligung: 69,2 %           |           |                  |               |

## Wahl 2011
Die Ergebnisse der Wahl zum 16. Landtag Rheinland-Pfalz vom 27. März 2011:
| Direktkandidaten                  | Partei       | Wahlkreisstimmen | Landesstimmen |
| --------------------------------- | ------------ | ---------------- | ------------- |
| Astrid Schmitt                    | SPD          | 33,8 %           | 29,3 %        |
| Herbert Schneiders                | CDU          | 39,5 %           | 42,9 %        |
| Marco Weber                       | FDP          | 5,9 %            | 4,6 %         |
| Eckard Wiendl                     | GRÜNE        | 9,6 %            | 12,0 %        |
| Ulrich Meyer                      | DIE LINKE    | 3,5 %            | 3,0 %         |
| Karin Pinn                        | Freie Wähler | 7,6 %            | 5,3 %         |
| –                                 | Sonstige     | –                | 2,8 %         |
| Wahlberechtigte: 49.442 Einwohner |              |                  |               |
| Wahlbeteiligung: 60,7 %           |              |                  |               |

- Direkt gewählt wurde Herbert Schneiders (CDU).[4]
- Astrid Schmitt (SPD) wurde über die Landesliste (Listenplatz 18) in den Landtag gewählt.[6]

## Wahl 2006
Die Ergebnisse der Wahl zum 15. Landtag Rheinland-Pfalz vom 26. März 2006:
| Direktkandidaten                  | Partei   | Wahlkreisstimmen | Landesstimmen |
| --------------------------------- | -------- | ---------------- | ------------- |
| Astrid Schmitt                    | SPD      | 40,6 %           | 40,0 %        |
| Herbert Schneiders                | CDU      | 45,7 %           | 42,3 %        |
| Edmund Geisen                     | FDP      | 8,5 %            | 8,0 %         |
| Karl-Wilhelm Koch                 | GRÜNE    | 2,9 %            | 3,0 %         |
| –                                 | REP      | –                | 0,5 %         |
| Frank Michael Stienz              | WASG     | 2,3 %            | 2,2 %         |
| –                                 | Sonstige | –                | 4,5 %         |
| Wahlberechtigte: 50.066 Einwohner |          |                  |               |
| Wahlbeteiligung: 59,4 %           |          |                  |               |

- Direkt gewählt wurde Herbert Schneiders (CDU).[7]

## Wahlkreissieger
| Wahl | Name               | Partei | Stimmenanteil |
| ---- | ------------------ | ------ | ------------- |
| 1991 | Herbert Schneiders | CDU    | 51,9 %        |
| 1996 | Herbert Schneiders | CDU    | 56,3 %        |
| 2001 | Herbert Schneiders | CDU    | 47,9 %        |
| 2006 | Herbert Schneiders | CDU    | 45,7 %        |
| 2011 | Herbert Schneiders | CDU    | 39,5 %        |
| 2016 | Gordon Schnieder   | CDU    | 42,9 %        |
| 2021 | Gordon Schnieder   | CDU    | 37,9 %        |